# Unitarna Koalicja Demokratyczna
Unitarna Koalicja Demokratyczna (port. Coligação Democrática Unitária, CDU) – portugalska koalicja, w skład której wchodzą członkowie Portugalskiej Partii Komunistycznej i partii Zieloni.